# Hyperaktivitetsstörningar
Hyperaktivitetsstörningar eller hyperkinetiska störningar är en grupp psykiska störningar som vanligen bryter ut i barndomen eller ungdomen. De utmärks av låg uthållighet och svårigheter med att sitta stilla. Drabbade individer kännetecknas också lida av koncentrationssvårigheter samt avvikelser i den motoriska aktivitetsnivån.
Till gruppen hör, enligt svenska Socialstyrelsens översättning av ICD-10, ADHD, ADD, DAMP, hyperaktiv beteendestörning, med flera.
Gruppen kännetecknas av att den vanligen märks före fem års ålder, att personen brister i uthållighet när det gäller intellektuella aktiviteter och istället byter syssla utan att slutföra det påbörjade, och en desorganiserad aktivitet. Personer med dessa störningar kan visa sig trotsiga, oblyga, ha störd motorisk eller språklig förmåga, och har ofta problem att få kamrater. Personer med gruppen störningar kan ofta ha annan psykisk problematik vid sidan av diagnosen. Symtombilden kan likna depression, schizofreni, ångeststörningar och genomgripande störning i utvecklingen.